# Polysom

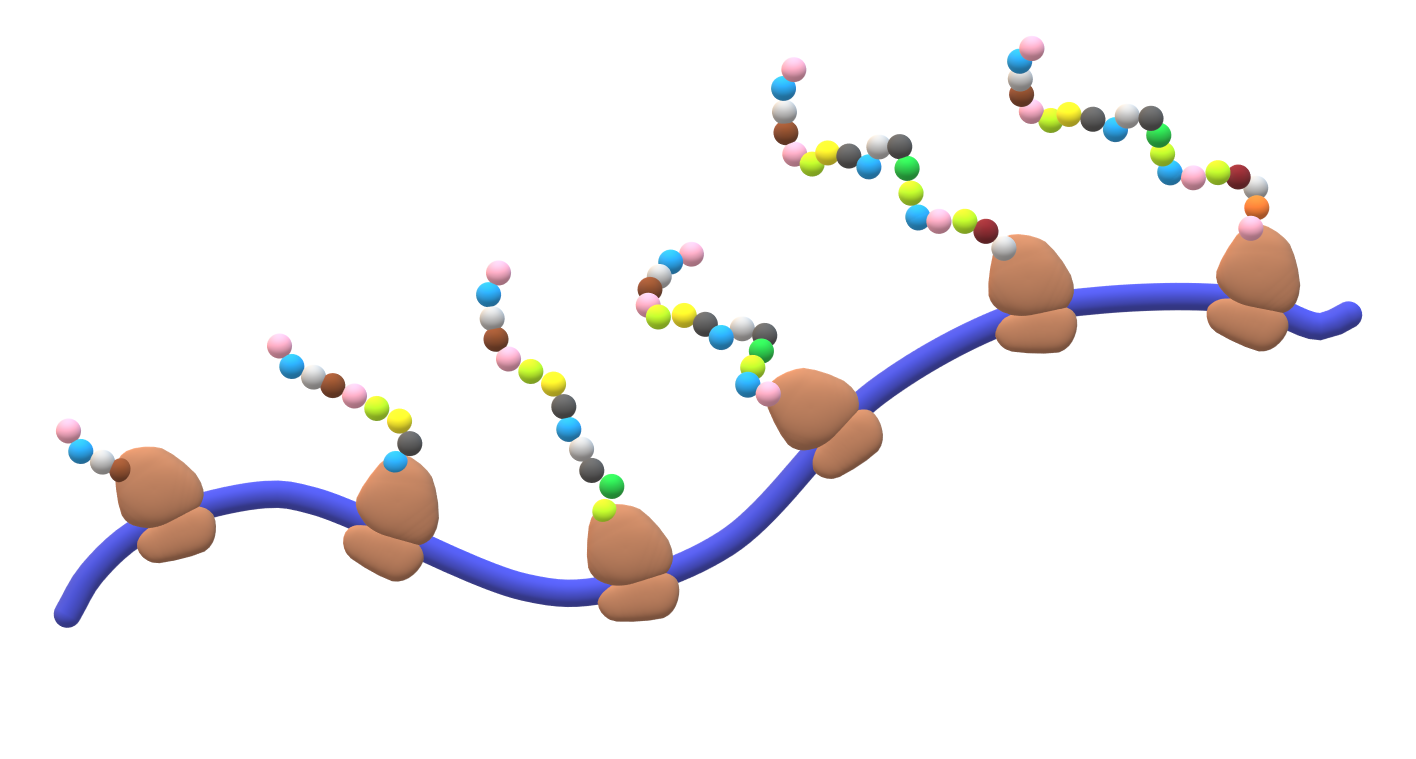
Schematische Darstellung eines Polysoms.

Als Polysom oder Polyribosom wird die Aufreihung vieler Ribosomen  an der zu translatierenden mRNA während der Proteinsynthese im Cytoplasma bezeichnet. Dabei liegen die Ribosomen entweder frei im Cytoplasma vor oder sind an das Endoplasmatische Retikulum (ER) gebunden, so dass das fertige Protein während des Translationsprozesses in das ER hineingeschleust wird. Polysomen sind Ausdruck des Mechanismus der Translation, bei dem dieselbe mRNA mehrfach, praktisch gleichzeitig, abgelesen wird und daher von einem mRNA-Molekül viele Proteine desselben Typs erzeugt werden können.